# 대전고등검찰청
대전고등검찰청(大田高等檢察廳)은 대전고등법원에 대응하여 항소사건에 대한 소송을 유지하고 항고사건을 처리하며, 행정소송을 비롯해 국가를 당사자로 하는 소송사건을 수행하고 진행을 돕기 위하여 설립된 대한민국 검찰청 소속의 특별지방행정기관이다. 대전고등검찰청 검사장은 차관급 예우를 받으며 차기 검찰총장 후보가 된다. 관할구역은 대전광역시, 충청남도, 충청북도, 세종특별자치시이다. 대전광역시 서구 둔산중로 78번길 15(둔산동 1390)에 위치하고 있다.

## 연혁
- 1992년 9월 1일 대전고등검찰청 개청
- 1998년 1월 1일 사건과에 송무수행단 신설
- 1998년 11월 21일 대전 검찰청 청사 이전
- 2000년 4월 1일 총무과에 감찰계 신설
- 2008년 9월 1일 대전고검 청주지부 개소

## 조직

### 대전고등검찰청 검사장

#### 차장검사

##### 사무국
- 총무과
- 사건과

## 관할 구역
- 1광역시: 대전광역시
- 2도: 충청남도, 충청북도
- 1특별자치시: 세종특별자치시

## 소속기관
- 대전지방검찰청
- 청주지방검찰청

## 역대 검사장
- 제 1 대 김도언 1992년 9월 1일 ~ 1993년 3월 16일
- 제 2 대 이건개 1993년 3월 17일 ~ 1993년 5월 26일
- 제 3 대 최명부 1993년 9월 21일 ~ 1993년 9월 22일
- 제 4 대 최명선 1994년 9월 16일 ~ 1995년 9월 19일
- 제 5 대 주광일 1995년 9월 20일 ~ 1997년 8월 10일
- 제 6 대 최환 1997년 8월 11일 ~ 1998년 3월 18일
- 제 7 대 김진세 1998년 3월 19일 ~ 1999년 6월 3일[1]
- 제 8 대 김영철 1999년 8월 24일 ~ 2000년 7월 14일
- 제 9 대 한부환 2000년 7월 15일 ~ 2002년 2월 7일
- 제 10 대 명노승 2002년 2월 8일 ~ 2002년 11월 17일
- 제 11 대 김상희 2003년 3월 13일 ~ 2004년 5월 31일
- 제 12 대 서영제 2004년 6월 1일 ~ 2005년 4월 7일
- 제 13 대 홍경식 2005년 4월 8일 ~ 2006년 2월 5일
- 제 14 대 박상길 2006년 2월 6일 ~ 2007년 3월 4일
- 제 15 대 박영수 2007년 3월 5일 ~ 2007년 11월 25일
- 제 16 대 문효남 2008년 3월 11일 ~ 2009년 1월 18일
- 제 17 대 김준규 2009년 1월 19일 ~ 2009년 7월 3일
- 제 18 대 채동욱 2009년 8월 12일 ~ 2011년 8월 19일
- 제 19 대 김진태 2011년 8월 22일 ~ 2012년 10월 8일
- 제 20 대 김학의 2012년 10월 9일 ~ 2013년 3월 13일
- 제 21 대 김경수 2013년 4월 10일 ~ 2013년 12월 23일
- 제 22 대 김희관 2013년 12월 24일 ~ 2015년 2월 10일
- 제 23 대 조성욱 2015년 2월 11일 ~ 2015년 12월 23일
- 제 24 대 김강욱 2015년 12월 24일 ~ 2018년 6월 21일
- 제 25 대 이금로 2018년 6월 22일 ~ 2019년 2월 28일
- 직무대리 박성진 2019년 2월 28일 ~ 2019년 7월 30일
- 직무대리 노정환 2019년 7월 31일 ~ 2020년 1월 12일
- 제 26 대 강남일 2020년 1월 13일  ~ 2021년 6월 10일
- 제 27 대 여환섭 2021년 6월 11일 ~ 2022년 6월 26일
- 제 28 대 이두봉 2022년 6월 27일 ~ 2022년 9월 7일
- 직무대리 구자현 2022년 9월 8일 ~ 2023년 9월 6일
- 제 29 대 임관혁 2023년 9월 7일 ~ 2024년 5월 15일
- 제 30 대 황병주 2024년 5월 16일 ~ 2025년 7월 29일
- 직무대리 민경호 2025년 7월 29일 ~

## 같이 보기
- 서울고등검찰청
- 광주고등검찰청
- 부산고등검찰청
- 대구고등검찰청
- 대전고등법원